# Parauna zikani
Parauna zikani är en skalbaggsart som beskrevs av Lane 1972. Parauna zikani ingår i släktet Parauna och familjen långhorningar. Inga underarter finns listade i Catalogue of Life.